# Salón del Libro de París
El Festival del Libro de París (en francés: Festival du Livre de Paris), llamada Livre Paris antes de 2021 y, originalmente (y todavía conocida como) Salón del Libro de París (en francés: Salon du livre de Paris), es una feria de muestras francesa dedicada al libro y a la escritura creada en 1981 por el Sindicato Nacional de Editoriales (SNE). El evento acoge a grandes y pequeños editores y representantes del sector del libro. Está abierto a profesionales y público en general.
El festival se organiza, durante la duración de las obras del Grand Palais, en el Grand Palais Éphémère del Campo de Marte en primavera.

## Presentación
El Festival del Libro de París, anteriormente Livre Paris, es un festival anual que se celebra en primavera en el Grand Palais Éphémère, donde se celebró la primera edición de la Feria del Libro de París hace 40 años.
Está organizado por Paris Livre Événements, una filial del Sindicato Nacional de la Edición.
Desde la edición 2022 se caracteriza por un nuevo género de programación: encuentros entre autores y lectores, talleres para familias, espectáculos artísticos y conciertos.
Cada año, la Fiesta del Libro destaca las letras de un país y una ciudad en el punto de mira. La edición de 2023 acoge así a Italia como país de honor. La feria es también un lugar de encuentro para los profesionales del libro y de la escritura, al igual que las principales ferias del libro que se organizan en Europa (como la Feria del Libro de Fráncfort), aunque allí no se negocian cesiones de derechos.

### Otras ferias
Hay otras tres grandes ferias del libro francófono, la Feria del Libro de Montreal (Canadá), la Feria del Libro Francés de Beirut (Líbano) y la Feria del Libro y la Prensa de Ginebra (Suiza).

## Ediciones notables
En 2002, año en el que Italia fue el país invitado de honor, una posible visita de Silvio Berlusconi provocó la negativa de la ministra de Cultura, Catherine Tasca. En el Salón, tuvieron lugar manifestaciones anti-Berlusconi.
En 2004, hubo una polémica en torno a la no invitación de Gao Xingjian, premio Nobel de Literatura y ciudadano francés desde 1998, mientras que China fue el país invitado de honor con motivo del Año de China en Francia.
En 2006, la literatura francófona sale a la luz con el Pavillon francophone («Pabellón francófono») y el inicio de Francofffonies ! el festival francófono en Francia.
En 2007, India es el país invitado de honor y se inaugura el espacio «La Terrasse».
La edición de 2008 se ve perturbada, y su asistencia sin duda afectada, por el llamamiento a un boicot lanzado por varios países árabes, Líbano, Túnez, Argelia, Marruecos, Irán, Arabia Saudita, Yemen, así como la Unión de Escritores Palestinos, quienes pretenden denunciar la política de Israel contra el pueblo palestino. Las autoridades francesas «lamentan» este movimiento, también condenado por numerosos escritores de todas las nacionalidades. El Sindicato Nacional de la Edición recuerda que es la «literatura israelí» que está invitada, y no el Estado de Israel como tal. Se toman amplias medidas de seguridad para filtrar las entradas, lo que genera largas colas. Incluso el domingo 16 de marzo se produjo una amenaza de bomba que obligó a los organizadores a evacuar completamente el espectáculo.
En 2010 Frédéric Mitterrand, Ministro de Cultura, inaugura la 30.º edición del salón en un contexto de crisis: varias editoriales reducen su participación (Hachette, Grupo La Martinière), mientras que otras renuncian (Bayard Presse). La asociación de editores independientes L'Autre Livre hace campaña contra el aumento de los precios de los stands de las pequeñas editoriales. Dado que Turquía sería el país invitado de honor, los organizadores decidieron homenajear no a un país sino a los autores.
En 2011, la literatura nórdica estuvo de honor, representada por escritores de los cinco países como invitados de honor: Suecia, Dinamarca, Noruega, Finlandia e Islandia. Buenos Aires es la ciudad invitada. La entrada al espectáculo es gratuita para los titulares de una tarjeta de usuario de la biblioteca municipal de la ciudad de París.
En 2012, Japón es el país invitado de honor, mientras que Moscú es la ciudad invitada. El premio Nobel de Literatura de 1994, Kenzaburō Ōe, participa en debates sobre el “Ágora» del Centro Nacional del Libro .
En 2013, Rumania es el país invitado de honor y Barcelona la ciudad invitada. François Hollande, presidente de la República, inaugura el espectáculo.
En 2014, Argentina es el país invitado de honor y Shanghái la ciudad invitada. El primer ministro Jean-Marc Ayrault inaugura el espectáculo en compañía de Cristina Fernández de Kirchner, presidenta de Argentina. Exposición «looks de mujer», en colaboración con las ediciones Dargaud, «honra el talento de las autoras en una exposición única sobre mujeres y cómics», exposición colectiva con obras de Catherine Meurisse, Claire Bretécher, Florence Cestac, Annie Goetzinger, Marion Montaigne y Vanyda.
En 2015, Brasil, con una delegación de 48 autores, es el país invitado de honor de la 35 edición y Cracovia y Breslavia se convierten en las ciudades invitadas. En el centro de las reflexiones contemporáneas sobre la economía del libro en la era de la internacionalización y la desmaterialización, la exposición ofrece este año tres ejes temáticos: Derechos de autor, derechos humanos (con la libertad de expresión como telón de fondo), y en conjunto turismo, viajes e historias de aventuras. Alrededor de 3000 autores están presentes para autografiar sus libros. El presidente de la República, François Hollande, inaugura el evento el sábado 21, acompañado por la ministra de Cultura, Fleur Pellerin. El grupo Hachette Livre (Grasset, Fayard, Calmann-Lévy) boicoteó el salón por considerar que su coste era demasiado elevado en comparación con sus beneficios económicos.  Ese mismo sábado, decenas de escritores, traductores y editores se manifestaron ruidosamente en los pasillos del espectáculo para denunciar «la creciente precariedad de la profesión».
Para la edición de 2016, la Feria del Libro de París pasa a llamarse Livre Paris. Con un nuevo nombre, nuevo logotipo, nueva señalización, nuevos arreglos escénicos, Livre Paris ofrece un programa más coherente e inaugura el primero extramuros, Livre sur Seine, una operación en colaboración con la Alcaldía de París, a orillas del río Sena. En ese año, Livre Paris rendiría homenaje a la literatura surcoreana, en el marco del año Francia-Corea 2015-2016, junto con las dos ciudades congoleñas invitadas, Brazzaville y Pointe-Noire, y Constantina, capital de la cultura árabe en 2015, una oportunidad para poner en valor la literatura argelina.
En 2017, Marruecos estaría en honor en la 37.º edición. Por primera vez desde su creación, el espectáculo pone de relieve las letras y la cultura de un país del mundo árabe, testimoniando así el dinamismo y la riqueza de los intercambios entre Marruecos y Francia a nivel editorial y literario.
En 2018, Rusia es la invitada de la 38.º edición. Está representada por una delegación de 38 escritores encargados de ilustrar el renacimiento de las letras rusas. Emmanuel Macron, que inauguró el Salón, optó sin embargo por ausentarse del stand ruso debido a las tensiones diplomáticas provocadas por el envenenamiento del agente doble Serguéi Skripal. La presencia de Zajar Prilepin provoca protestas de activistas ucranianos, que blanden carteles «Prilepin asesino» y llegar a las manos con los guardaespaldas de Prilepin.
El evento de 2019 es una excepción en comparación con los de otros años: Europa es el primer continente invitado de honor en la historia del salón, con motivo de temas políticos recientes como el Brexit y las elecciones al Parlamento Europeo de 2019. Inaugurada por Édouard Philippe y Franck Riester, la edición número 39 se encuentra en el centro de las controversias en torno a los libros digitales y la autopublicación. Una caída en la asistencia el 16 de marzo, durante el «acto XVII» de los chalecos amarillos, sería atribuido por los organizadores al «tenso contexto y actualidad social».
El evento de 2020 debía tener a la India como país invitado de honor. El domingo 11 de marzo, en un comunicado de prensa, el Sindicato Nacional de la Edición anuncia que se cancelaría la feria del libro de ese año «por razones de salud pública» como parte de la lucha contra la pandemia de COVID-19 en Francia.
La feria de 2021 debía realizarse del 28 al 31 de mayo de 2021. Queda cancelada debido a la situación sanitaria.
Tras la cancelación de la edición de 2020, India es el país de honor de la edición 2022 del festival, que tuvo lugar del 22 al 24 de abril de 2022.
Italia es el país de honor de la edición 2023 del festival, que tuvo lugar del 21 al 23 de abril.
En 2024, Quebec, provincia de Canadá, sería la provincia invitada de hobor durante el festival que tuvo lugar los días 12, 13 y 14 de abril.

## Países invitados de honor
Cada año, la feria del libro pone en primer plano un país o una zona lingüística:
| País                                                                  | Año                    | Ref.          |
| --------------------------------------------------------------------- | ---------------------- | ------------- |
| Reino Unido                                                           | 1988                   |               |
| Alemania                                                              | 1989                   |               |
| India                                                                 | 1990                   |               |
| Italia                                                                | 1991                   |               |
| España                                                                | 1992                   |               |
| Estados Unidos                                                        | 1996                   | [ 27 ]        |
| Japón                                                                 | 1997                   | [ 28 ]        |
| Brasil                                                                | 1998                   | [ 29 ]        |
| Quebec                                                                | 1999                   | [ 30 ]        |
| Portugal                                                              | 2000                   | [ 31 ]        |
| Alemania                                                              | 2001                   | [ 32 ]        |
| Italia                                                                | 2002                   | [ 33 ]        |
| Rusia                                                                 | 2005                   | [ 34 ]        |
| India                                                                 | 2007                   | [ 35 ]        |
| Israel                                                                | 2008                   | [ 36 ]        |
| México                                                                | 2009                   | [ 37 ]        |
| Rumania                                                               | 2013                   | [ 38 ]        |
| Argentina                                                             | 2014                   | [ 39 ]        |
| Brasil                                                                | 2015                   | [ 40 ]        |
| Corea del Sur                                                         | 2016                   | [ 41 ]        |
| Marruecos                                                             | 2017                   | [ 42 ]        |
| Rusia                                                                 | 2018                   | [ 43 ] [ 18 ] |
| Europa                                                                | 2019                   | [ 44 ]        |
| India                                                                 | 2020 (cancelada), 2022 | [ 45 ]        |
| Italia                                                                | 2021 (cancelada), 2023 | [ 46 ]        |
| Quebec                                                                | 2024                   | [ 47 ]        |
| Ediciones especiales                                                  |                        |               |
| Flandes y los Países Bajos                                            | 2003                   | [ 48 ]        |
| Las letras chinas                                                     | 2004                   | [ 49 ]        |
| La francofonía                                                        | 2006                   | [ 50 ]        |
| Las letras nórdicas (Dinamarca, Finlandia, Islandia, Noruega, Suecia) | 2011                   | [ 51 ]        |
| Las letras japonesas                                                  | 2012                   | [ 52 ]        |

## Participantes célebres
- Jorge Amado (1998)
- Paul Auster (2010)
- Hervé Bazin (1981)
- Tahar Ben Jelloun (1999)
- Enki Bilal (2007, 2015)
- William Boyd (2014)
- Paulo Coelho (1998, 2015)
- Delphine de Vigan (2016)
- Maxime Chattam (2011, 2015)
- Umberto Eco (1994, 2000, 2002, 2010)
- Per Olov Enquist (2011)
- James Ellroy (1996)
- Carlos Fuentes (2009)
- Anna Gavalda (2008, 2010, 2014)
- Allen Ginsberg (1996)
- Jens Christian Grøndahl (2011)
- Satoshi Kamata (2012)
- Douglas Kennedy (2010, 2014, 2015)
- Doris Lessing (2010)
- Carlos Liscano (2010)
- António Lobo Antunes (2000, 2010)
- Gaston Miron (1981)
- Herta Müller (2001)
- Amélie Nothomb (2015, 2016)
- Kenzaburō Ōe (2012)
- Sofi Oksanen (2011)
- Salman Rushdie (1995)
- Riad Sattouf (2015)
- José Saramago (2000)
- Éric-Emmanuel Schmitt (2014, 2015, 2016)
- Jorge Semprún (1991)
- Benjamin Stora (2015, 2016)
- Tarun Tejpal (2007)
- Paul Verhoeven (2015)
- Herbjørg Wassmo (2011)
- Gozo Yoshimasu (2012)
- Reynald Secher (desde 2012)
- Neil Gaiman (2019)
- Erri De Luca (2019)
- Orhan Pamuk (2019)

### Galería

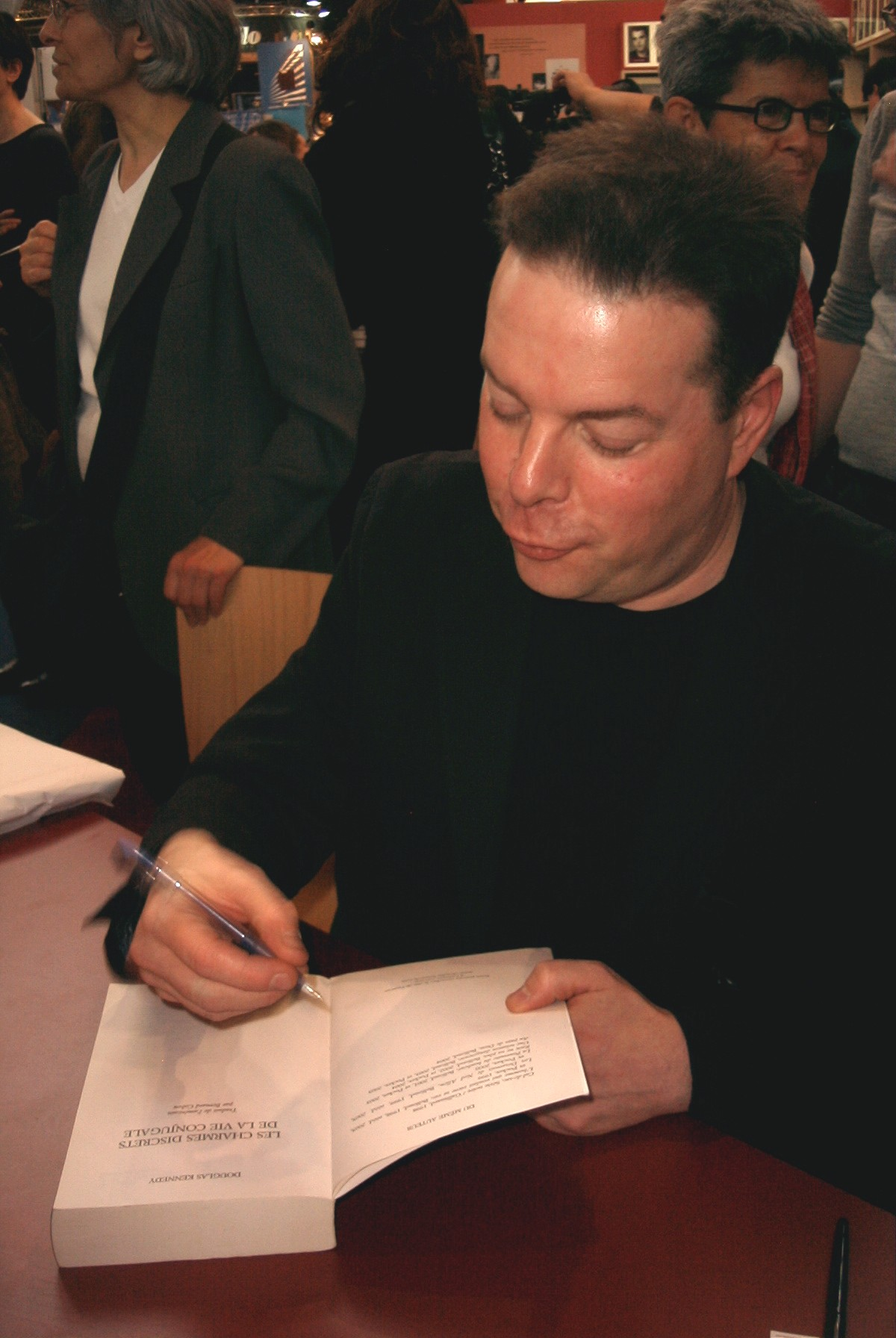
Douglas Kennedy (2007)
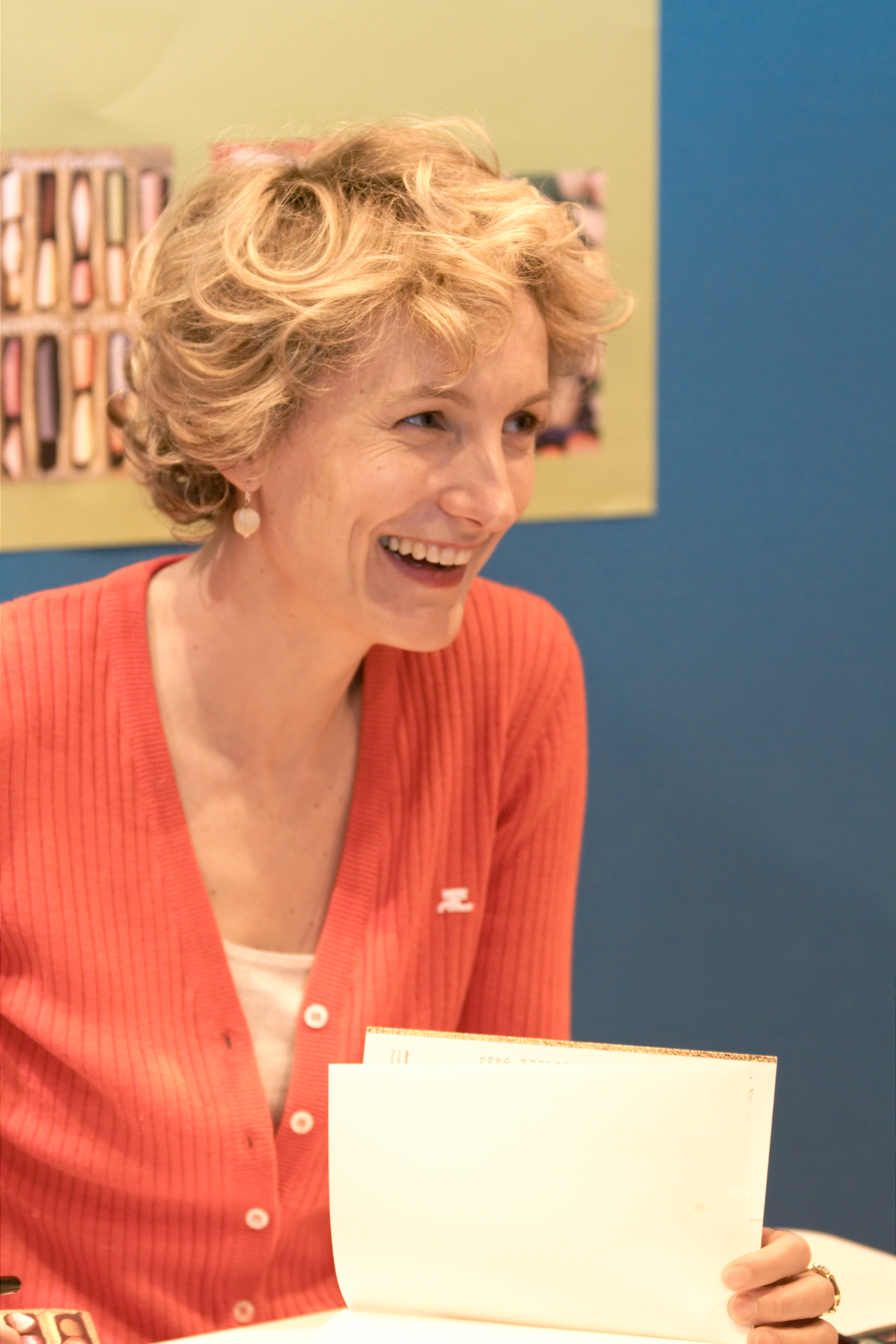
Anna Gavalda (2010)
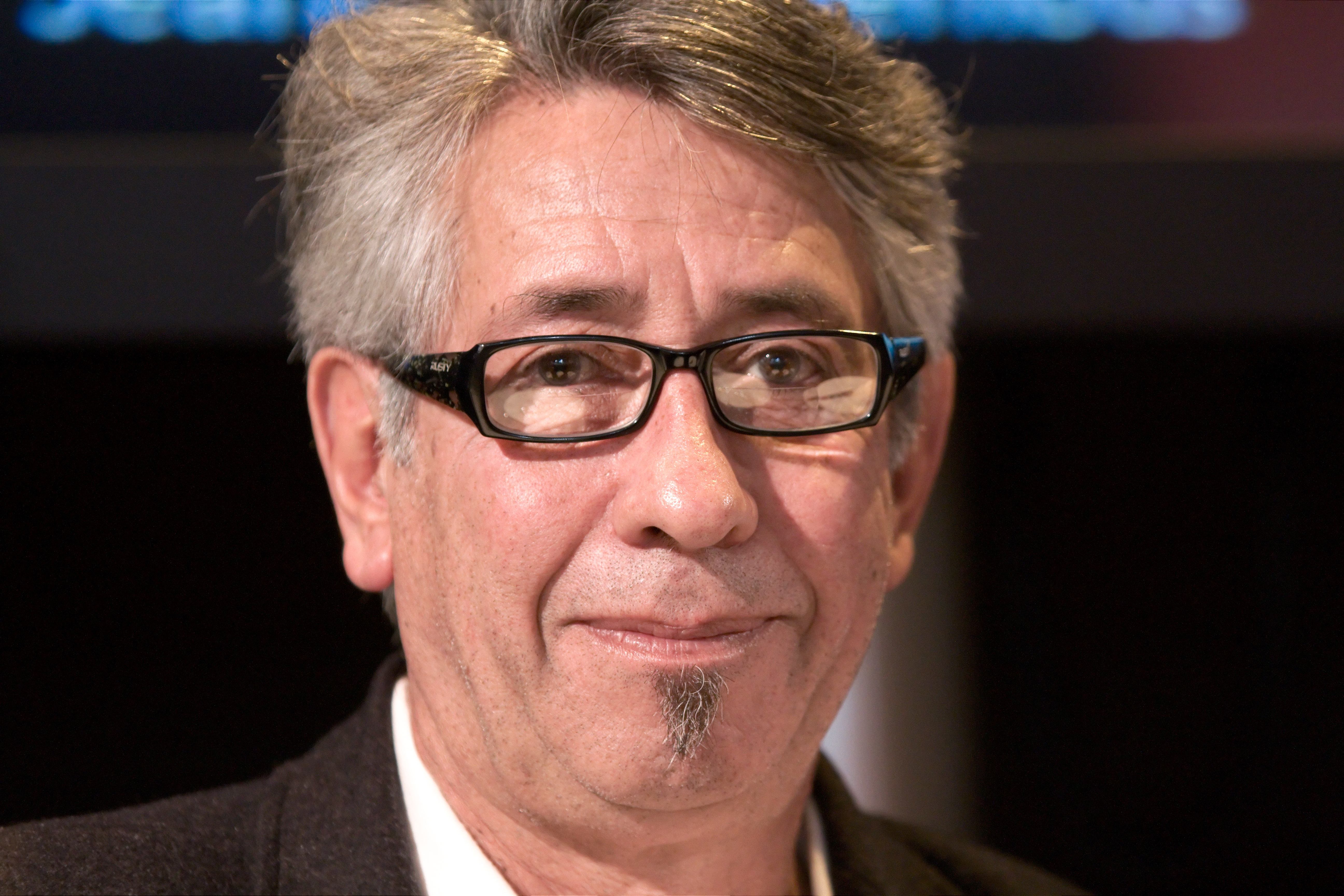
Carlos Liscano (2010)
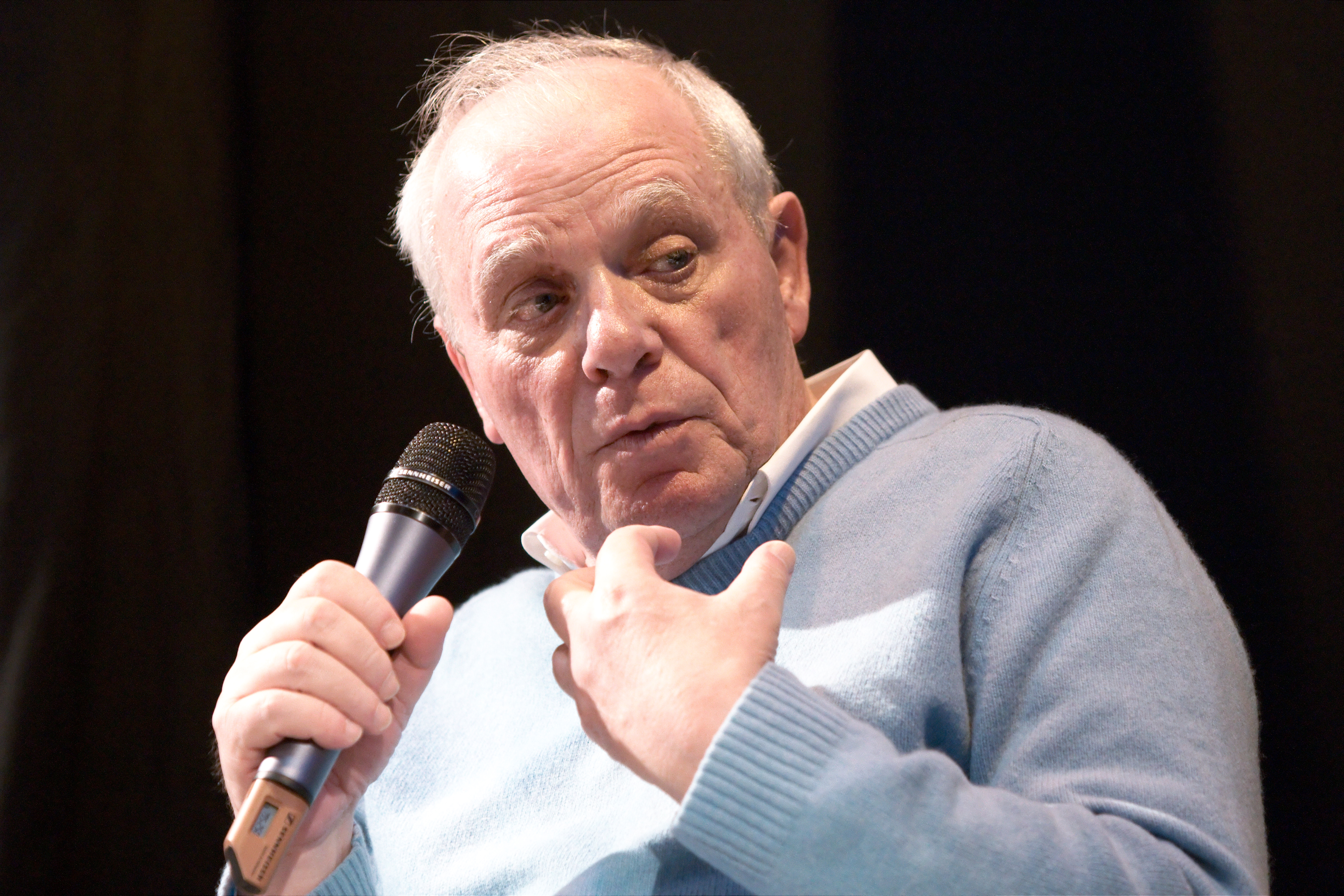
António Lobo Antunes (2010)
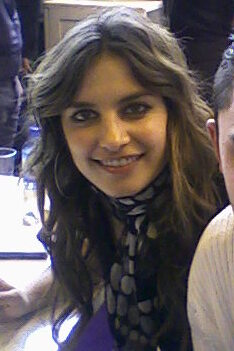
Laëtitia Milot (2010)